# 金属粉末

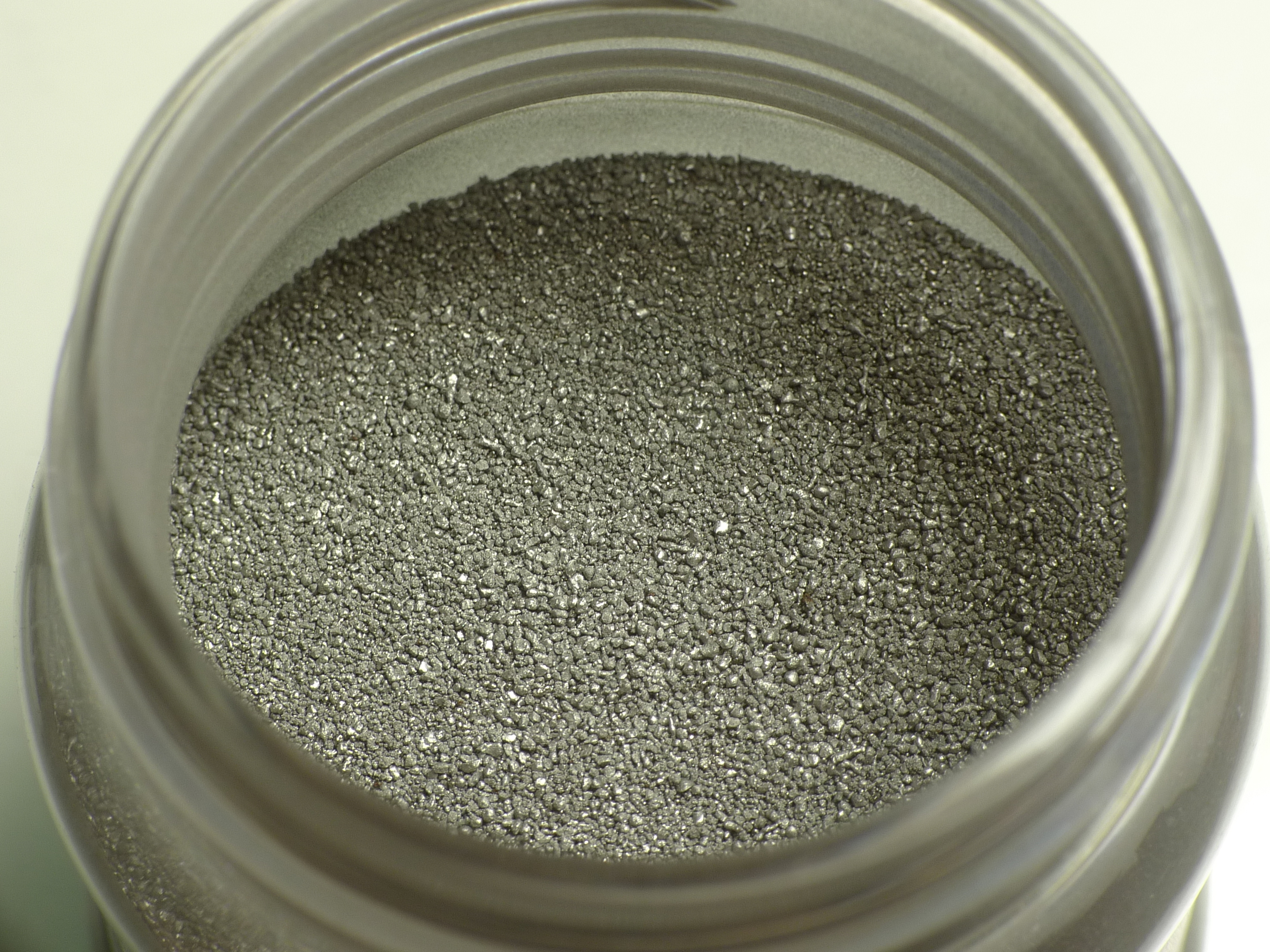
铁粉

金属粉末是指被分解成粉末状的金属。包括铝粉、镍粉、铁粉等等在內的物質都是粉末状的金属。 有多種方法可以将金属分解成粉末狀。 有些金属粉末在特定条件下可以燃烧，而若是該金屬沒有變成粉末狀則反而无法燃烧。